# Anna Wikström
Anna Magdalena Wikström, född 10 maj 1854, död 25 februari 1919, var en svensk pionjär inom blindpedagogiken, filantrop och skolgrundare.

## Biografi
Anna Wikström var dotter till grosshandlaren och brukspatronen Pehr Wikström och hans hustru Anna Sophia Edlund. Båda föräldrarna bedrev filantropisk verksamhet, främst inom diakonirörelsen. Både Anna Wikström och hennes syster Hulda kom vid vuxen ålder att ägna sig åt välgörenhet i olika former.
Familjen Wikström hade ett eget hus på Blasieholmen i Stockholm och ett sommarhus med namnet Listonhill på Djurgården. Listonhill låg granne med Allmänna institutet för döfstumma och blinda. Då Anna Wikström helt förlorade synen vid 16 års ålder fick hon börja som dagelev på institutet där hon bland annat lärde sig läsa brailleskrift. Hon fick dessutom privatundervisning i hemmet och följde tidvis också undervisningen vid Statens normalskola för flickor. Anna Wikström strävade hela tiden efter att bli så självständig som möjligt. Hon led av att hennes funktionsnedsättning gjorde henne beroende av andra. Av en av sina lärare, Maria de Vylder, blev hon rekommenderad att engagera sig i filantropiskt arbete för blinda. Ett tillfälle gavs i samband med att Blindinstitutet lade ner tryckningen av Tidskrift för blinda, som i stort sett var det enda blinda kunde läsa efter avslutad skolgång. Anna Wikströms far köpte en tryckpress från England och hon satte då igång med att trycka Ny tidskrift för blinda, som innehöll både dikter, biografiska artiklar, religiösa essäer och information från De Blindas Förening (DBF).

### Verksamhet
Anna Wikström blev tidigt ledamot av den filantropiska Föreningen Blindas Väl, som hade verksamhet över hela landet. På så vis kom hon i kontakt med andra blinda och fick inblick i deras förhållanden. Särskilt ömmade hon för blinda kvinnor som ofta hade det svårt med sin försörjning då de saknade yrkesutbildning. Många var dessutom analfabeter då de inte haft möjlighet att gå i skola. Yrkesskolorna för blinda var få och tog i huvudsak emot män. Den yrkesutbildning flickorna fick på Blindinstitutet begränsades till ”kvinnliga handarbeten”, det vill säga stickning, virkning och sömnad.
I Danmark och Tyskland fanns hantverksskolor för blinda som tog emot båda könen. År 1884 reste Anna Wikström till Danmark där hon besökte både blindinstitutet och ett arbetshem för blinda. Det var enligt rektor Johannes Moldenhawer i Köpenhamn nödvändigt att kombinera skola och arbetshem. I arbetshemmet kunde eleverna bo också efter avslutad skolgång och i hemmets verkstäder framställa produkter som de sedan sålde och på så sätt betalade för mat och husrum.
Höstterminen 1884 grundade Anna Wikström en hantverksskola för blinda kvinnor i Uppsala. Hon valde Uppsala som då var en småstad och där det var enklare att ta sig fram för personer med synskada. Första läsåret hade skolan bara fem elever, samtliga var vuxna kvinnor. Vad som skilde hantverksskolan för blinda kvinnor från andra blindskolor var att den hade flera blinda lärare. I matematik och gymnastik undervisades eleverna av seende lärare. Gymnastikläraren var Hildur Ottelin, fysioterapeut och bostadsinspektris i Uppsala.
I fem år inhystes skolan i en våning på Kungsängsgatan, men flyttade därefter till ett eget hus som Anna Wikström låtit bygga. Det var förmodligen den första byggnaden i Sverige som redan från början var anpassad för synskadade. Eleverna fick egna rum och i skolan fanns både badrum och centralvärme, något som var ovanligt vid denna tid. Anna Wikström bodde aldrig själv i skolan men besökte den regelbundet. År 1908 lät hon inreda övre våningen i hantverksskolan till ett hem för blinda kvinnor där de kunde bo efter avslutad skolgång. Anna Wikström försökte också på andra sätt organisera boende och arbete för sina forna elever. Hon samarbetade bland annat med den så kallade Enköpingsdoktorn, Ernst Westerlund, som grundade vad han kallade ”kolonier” för blinda kvinnor. Det innebar att fyra blinda kvinnor delade på en våning och hade en seende medhjälpare. Medhjälparen hjälpte till att sälja de hantverksprodukter kvinnorna framställde. Efter Wikströms död 1919 överlämnades skolan till Diakonianstalten i Stockholm. År 1935 övertogs den av staten och förlades till Växjö.
Näst efter Föreningen Blindas Väl och De Blindas Förening var Anna Wikström den största bidragsgivaren till de fattiga blinda kvinnorna i början av 1900-talet. Hon hade inte samma stränga moralsyn som föreningarnas och stiftelsernas ledamöter då det gällde blindas rätt till understöd. Dessa stödde aldrig blinda musikanter som de ansåg vara lösdrivare, något som var förbjudet i lag. Att skapa ordning och reda i ofta ganska kaotiska förhållanden var Anna Wikströms mål då det gällde hjälpverksamheten. Samtliga elever i hennes skola fick vid slutexamen ett bidrag till utrustning så att de kunde påbörja en egen verksamhet.

### Död
Anna Wikström dog år 1919 och begravdes på Norra begravningsplatsen i Solna. Hon testamenterade skolhuset i Uppsala samt ett kapital på 400 000 kronor till Diakonissanstalten i Stockholm med villkor att den skulle underhålla och vårda hantverksskolan fram till dess att staten grundade en motsvarande ”anstalt för kvinnor”. Enligt testamentet skulle skolan i sådant fall omvandlas till ett hem för äldre sjukliga blinda kvinnor. Skolan skulle förvaltas av en stiftelse som fick namnet Anna Wikströms Stiftelse, vilken skulle vara helt skild från Diakonissanstalten. Först 1935 lades skolan ned i och med att staten övertog ansvaret för yrkesutbildningen av blinda kvinnor som då förlades till Växjö. Testamentets bestämmelser infriades då och stiftelsens pengar övergick till att användas till inrättandet av ett ålderdomshem för blinda kvinnor.